# جعفر علاوي

جعفر علاوي سنة 1933

جعفر علاوي هو مهندس معماري عراقي راحل.
ولد جعفر علاوي في منطقة صبايبغ الآل ببغداد عام 1915، وحصل على بعثة دراسية حكومية سنة 1933 لدراسة العمارة في مدرسة ليفربول المعمارية بالمملكة المتحدة، التي منها حصل على إجازته المهنية عام 1939.
عين في قسم المباني في وزارة المعارف في عام 1940. صمم ونفذ أثناء عمله في الوزارة العديد من المدارس في عموم العراق، وظل في منصبه خبيرا في الأبنية المدرسية لحين استقالته الطوعية سنة 1954، عندما أسس لنفسه مكتبا استشاريا، ويعد أول مكتب استشاري عراقي في البلاد.
اضطلع في اعداد تصاميم وتنفيذ الكثير من المباني على امتداد ستة عقود متواصلة من العمل الاستشاري. صمم مدرسة الجعفرية ببغداد سنة 1946، وثانوية الحي بمحافظة واسط سنة 1947، ومبنى سامي سعد الدين في ساحة الرصافي في بغداد سنة 1949، وساهم مع عبد الله إحسان كامل في تصاميم مبنى المصرف الزراعي بالسنك في بغداد (1949-1951)، كما صمم ثانوية الحريري بالأعظمية سنة 1953، وعمارة مرجان في الباب الشرقي ببغداد (1953-1954)، وحازت تصاميمه المرتبة الأولى في مسابقة معمارية لدور سكن الخبراء في مصفى الدورة سنة 1952، ونفذ سلسلة من الدور السكنية المتسلسلة بالعلوية في بغداد سنة 1955، وأعد تصميم مستشفي مرجان للأمراض الصدرية في الحلة سنة 1956، كما صمم مبنى السفارة الهندية بالاعظمية سنة 1954، ودار المعلمات الابتدائية في الأعظمية سنة 1956، وبناية كلية التجارة في البصرة سنة 1961، والعديد من الأبنية والدور السكنية ذات التكوينات المعمارية. 
كما انه رأس وشارك في عضوية لجان تحكيم لمسابقات معمارية عديدة في البلاد، وكان عضوا دائما في لجان تحكيم مشاريع طلبة الهندسة المعمارية في جامعة بغداد.
شغل منصب وزير الأشغال والإسكان في شهر أيلول من عام 1965 في وزارة عارف عبد الرزاق.
توفي إثر حادث سير بتاريخ 20 حزيران 2005، في طريق عودته إلى بلده آتيا من الأردن.

## كتب عنه
- تصاميم الأستاذ جعفر علاوي أحد رواد هندسة العمارة في العراق، تأليف حسين الركابي[6]